# حمام أخضر أبيض البطن
حمام أخضر أبيض البطن (الاسم العلمي: Treron sieboldii) هو نوع من فصيلة حماميات.